# Mobile Station Roaming Number
Le MSRN ou Mobile Station Roaming Number est un numéro de téléphone défini par les recommandations E.164 de l'UIT, afin de router les appels téléphoniques d'un terminal mobile qui est en roaming dans un réseau mobile, depuis le Gateway Mobile Switching Center (GMSC) jusqu'à la cible, le Mobile service Switching Center de son opérateur mobile.
C'est un numéro temporaire qui dans certains cas (notamment l'itinérance) remplace le n° MSISDN qui est normalement le numéro d'appel international (couramment appelé numéro de téléphone) via lequel l'abonné est joignable. La correspondance entre ces numéros est faite dans les VLR et les HLR.
En France, les numéros MSRN sont compris dans la plage 06 53 à 06 55 et sont appelés numéros de réacheminement (cf. décision n° 99-480 de l'Autorité de régulation des télécommunications en date du 9 juin 1999). Voir Liste des préfixes des opérateurs de téléphonie mobile en France pour le détail des allocations aux opérateurs.